# Antoni Hardonk
Antoni Hardonk (5 de  Fevereiro de 1976, Weesp, Holanda do Norte) é um holandês lutador de artes marciais mistas, atualmente aposentado, que competia na K-1 e no  Ultimate Fighting Championship.

## Kickboxing
Antoni fez sua estréia na K-1 no K-1 World Grand Prix 2001 Preliminary Scandinavia em 9 de  Junho de 2001, onde participou com mais oito lutadores. Nas quartas de final lutou contra o sueco Fredic Rosenberg vencendo por nocaute técnico no primeiro round. Nas semi finais lutou com outro sueco, Wisam Feyli, vencendo por decisão unânime  ganhando o direito de ir para final. Na luta final encrou o sueco  Larry Lindwall, mas perdeu por nocaute técnico na segunda rodada..
Em 29 de  Setembro de 2002 Antoni lutou contra o também Holandês e futuro campeão da K-1 Grand Prix Remy Bonjasky na It's Showtime – As Usual / Battle Time nos Países Baixos.  Antoni perdeu a luta por decisão unânime. Acabou perdendo suas duas lutes seguintes contra Attila Karacs e Badr Hari, respectivamente, até que fechou uma derrocada de quarto lutas perdidas em 29 de Julho de 2005, quando derrotou o croata Domagoj Ostojic por nocaute técnico no Ultimate Nokaut 2.

## Artes Marciais Mistas

### Ultimate Fighting Championship
Antoni fez sua estréia no UFC no UFC 65 - Bad Intentions em 18 de  Novembro de 2006, derrotando Sherman Pandergarst por nocaute técnico.
Sua luta seguinte seria no UFC Fight Night 9 em 5 de  Abril de 2007 contra Justin McCully, sendo este uma substituição de Frank Mir, que havia se machucado.  Hardonk perdeu para McCully via decisão unânime.
A seguinte luta de Hardonk seria contra   Frank Mir no UFC 74 em 25 de  Agosto de 2007.  Hardonk perdeu por uma finalização em kimura no primeiro round. Tempos depois ele lutou contra Colin Robinson, no UFC 80, vencendo por TKO após dezessete segundos.  No UFC 85 derrotou Eddie Sanchez tambem por  TKO no Segundo round.
Hardonk voltou ao octágono em 27 de Dezembro no UFC 92, onde derrotou o novato  Mike Wessel por nocaute no segundo período. Em 18 de Abril no  UFC 97, ele foi derrotado por Cheick Kongo via TKO no segundo round. Patrick Barry e Hardonk lutaram em 24 de Outubro de 2009 no UFC 104. Hardonk perdeu por nocaute aos 2:30 do segundo período.

## Aposentadoria
Em Agosto de 2010, Hardonk anunciou que iria oficialmente se aposentar do UFC e do MMA. Revelou também que tornar-se-ia um treinador em tempo integral na academia "Dynamix Martial Arts" com sede em  Santa Monica.

## Histórico
| Resultado | Record | Oponente            | Método                  | Evento                                       | Data                   | Round | Tempo | Local                        |
| --------- | ------ | ------------------- | ----------------------- | -------------------------------------------- | ---------------------- | ----- | ----- | ---------------------------- |
| Derrota   | 8–6    | Patrick Barry       | TKO (Strikes)           | UFC 104: Machida vs. Shogun                  | 24 de outubro de 2009  | 2     | 2:30  | Los Angeles, California, EUA |
| Derrota   | 8–5    | Cheick Kongo        | TKO (Strikes)           | UFC 97: Redemption                           | 18 de abril de 2009    | 2     | 2:29  | Montreal, Canada             |
| Vitória   | 8–4    | Mike Wessel         | TKO (socos)             | UFC 92: The Ultimate 2008                    | 27 de dezembro de 2008 | 2     | 2:09  | Las Vegas, Nevada, EUA       |
| Vitória   | 7–4    | Eddie Sanchez       | TKO (socos)             | UFC 85: Bedlam                               | 7 de junho de 2008     | 2     | 4:15  | Londres, Inglaterra          |
| Vitória   | 6–4    | Colin Robinson      | TKO (Punch)             | UFC 80: Rapid Fire                           | 19 de janeiro de 2008  | 1     | 0:17  | Newcastle, Inglaterra        |
| Derrota   | 5–4    | Frank Mir           | Finalização (Kimura)    | UFC 74: Respect                              | 25 de agosto de 2007   | 1     | 1:17  | Las Vegas, Nevada, EUA       |
| Derrota   | 5–3    | Justin McCully      | Decisão (Unânime)       | UFC Fight Night: Stevenson vs Guillard       | 5 de abril de 2007     | 3     | 5:00  | Las Vegas, Nevada, EUA       |
| Vitória   | 5–2    | Sherman Pendergarst | TKO (Leg Kick)          | UFC 65: Bad Intentions                       | 18 de novembro de 2006 | 1     | 3:15  | Sacramento, California, EUA  |
| Vitória   | 4–2    | Ibragim Magomedov   | TKO (Leg Kicks)         | Bushido Europe: Rotterdam Rumble             | 9 de outubro de 2005   | 2     | 2:01  | Países Baixos                |
| Vitória   | 3–2    | Wes Sims            | Finalização (Keylock)   | K-1 Fighting Network Rumble on the Rock 2004 | 20 de novembro de 2004 | 1     | 4:24  | Honolulu, Hawaii, EUA        |
| Derrota   | 2–2    | Claudineney Kozan   | Decisão unânime         | K-1 MMA ROMANEX                              | 22 de maio de 2004     | 2     | 5:00  | Saitama, Japão               |
| Derrota   | 2–1    | Grzegorz Jakubowski | Decision                | La Resa Dei Conti 7                          | 5 de dezembro de 2003  | 2     | 5:00  | Livorno, Itália              |
| Vitória   | 2–0    | Will Elworthy       | Finalização (mata leão) | La Resa Dei Conti 7                          | 5 de dezembro de 2003  | 1     | N/A   | Itália                       |
| Vitória   | 1–0    | Peter Verschuren    | TKO (Cut)               | Rings Holland: Heroes Live Forever           | 28 de janeiro de 2001  | 1     | 3:05  | Países Baixos                |

| Resultado | Record | Oponente         | Método            | Evento                                                              | Data                                                                               | Round | Tempo | Local                    |
| --------- | ------ | ---------------- | ----------------- | ------------------------------------------------------------------- | ---------------------------------------------------------------------------------- | ----- | ----- | ------------------------ |
| Vitória   | 5-5    | Domagoj Ostojic  | TKO               | Ultimate Nokaut 2                                                   | 29 de julho de 2005                                                                | 3     |       | Croácia                  |
| Derrota   | 4-5    | Badr Hari        | Decisão (Unânime) | Rings Fightgala                                                     | 27 de setembro de 2003                                                             | 5     | 3:00  | Países Baixos            |
| Derrota   | 4-4    | Attila Karacs    | TKO               | Kings of the Ring European tournament                               | 21 de O primeiro parâmetro é necessário, mas foi fornecido incorretamente! de 2003 | 2     |       | Brno, República Tcheca   |
| Derrota   | 4-3    | Remy Bonjasky    | Decisão (Unânime) | It's Showtime – As Usual / Battle Time                              | 29 de setembro de 2002                                                             | 5     | 3:00  | Países Baixos            |
| Derrota   | 4-2    | Pavel Majer      | Decision          | Victory or Hell 3                                                   | 21 de abril de 2002                                                                | 5     | 3:00  | Amsterdam, Países Baixos |
| Vitória   | 4-1    | Glenn Brasdorp   | TKO               | It's Showtime - Original                                            | 21 de outubro de 2001                                                              | 4     |       | Haarlem, Países Baixos   |
| Derrota   | 3-1    | Larry Lindwall   | TKO               | K-1 World Grand Prix 2001 Preliminary Scandinavia, Final            | 9 de junho de 2001                                                                 | 2     | 2:56  | Copenhagen, Dinamarca    |
| Vitória   | 3-0    | Wisam Feyli      | Decisão (Unânime) | K-1 World Grand Prix 2001 Preliminary Scandinavia, Semi Final       | 9 de junho de 2001                                                                 | 3     | 3:00  | Copenhagen, Dinamarca    |
| Vitória   | 2-0    | Fredic Rosenberg | TKO               | K-1 World Grand Prix 2001 Preliminary Scandinavia, Quartas de Final | 9 de junho de 2001                                                                 | 1     | 1:43  | Copenhagen, Dinamarca    |
| Vitória   | 1-0    | Philippe Gomis   | KO                | K-1 Survival 2000                                                   | 28 de maio de 2000                                                                 | 2     | 0:55  | Sapporo, Japão           |